# Mijntje Donners

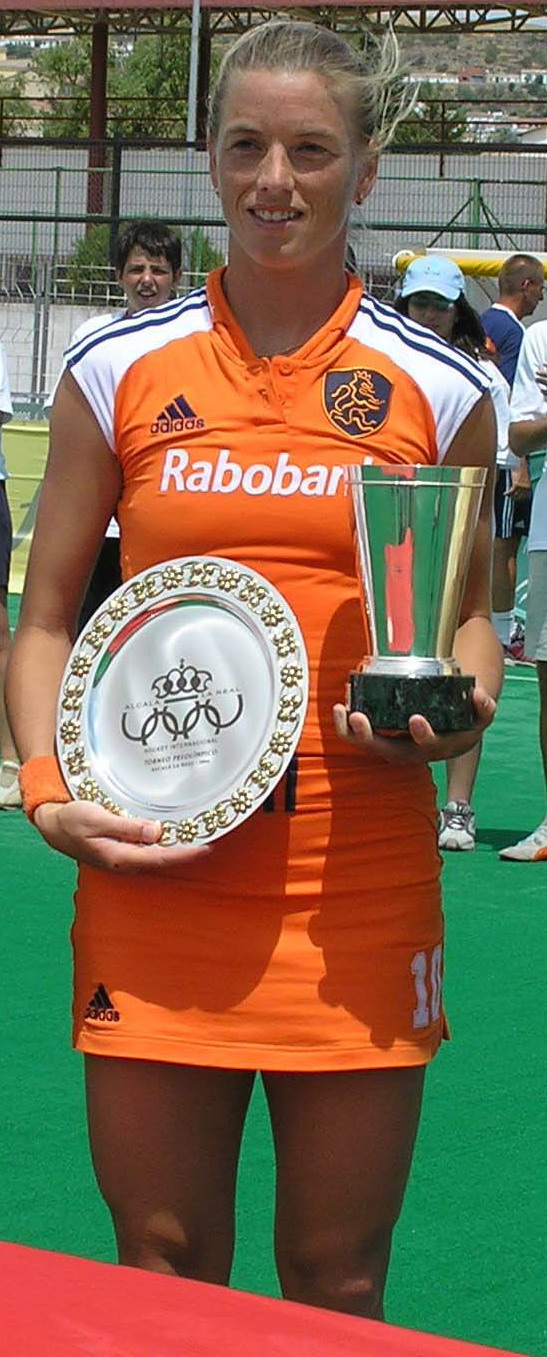
Mijntje Donners (2004)

Wilhelmina „Mijntje“ Petronella Ardina Maria Donners (* 4. Februar 1974 in ’s-Hertogenbosch) ist eine ehemalige niederländische Hockeyspielerin. Sie gewann mit der niederländischen Nationalmannschaft eine olympische Silbermedaille und zwei olympische Bronzemedaillen. Sie war dreimal Europameisterin.

## Sportliche Karriere
Mijntje Donners begann ihre internationale Karriere 1994. Bei der Weltmeisterschaft 1994 in Dublin unterlagen die Niederländerinnen in der Vorrunde der deutschen Mannschaft und dem Team aus den Vereinigten Staaten. Insgesamt belegten sie den sechsten Platz. Im Jahr darauf waren die Niederlande in Amstelveen Gastgeber der Europameisterschaft 1995. In der Vorrunde gelangen den niederländischen Damen fünf Siege in fünf Spielen bei einem Torverhältnis von 24:0. Nach einem 2:1-Halbfinalsieg über die Deutschen bezwangen sie im Finale die spanische Mannschaft erst im Siebenmeterschießen. 1996 nahm Mijntje Donners erstmals an Olympischen Spielen teil. Beim olympischen Hockeyturnier in Atlanta belegten die Niederländerinnen nach der Vorrunde den vierten Platz hinter den punktgleichen britische Mannschaft. Im Spiel um Bronze zwischen diesen beiden Teams siegten die Niederländerinnen im Siebenmeterschießen. Mijntje Donners trat als erste Schützin für die Niederlande an und verwandelte.
1998 fand die Weltmeisterschaft in Utrecht statt. Die Niederländerinnen belegten in der Vorrunde dank des besseren Torverhältnisses den ersten Platz vor den Argentinierinnen. Nach einem 6:1-Halbfinalsieg über die deutsche Mannschaft trafen die Niederländerinnen auf die australische Mannschaft. Die Australierinnen gewannen mit 3:2. Im Jahr darauf war Köln Austragungsort der Europameisterschaft 1999. Die Niederländerinnen gewannen ihre Vorrundengruppe und bezwangen im Halbfinale das englische Team nach Verlängerung. Im Finale siegten die Niederländerinnen mit 2:1 gegen die Deutschen. Bei den Olympischen Spielen 2000 in Sydney belegten die Niederlande in der Vorrunde den dritten Platz und erreichten damit die Hauptrunde. Mit einem Sieg und zwei Niederlagen platzierten sich die Niederländerinnen in der Hauptrunde auf dem vierten Platz und spielten gegen die Spanierinnen um Bronze. Dieses Spiel gewannen sie mit 2:0.
2002 bei der Weltmeisterschaft in Perth gewannen die Niederländerinnen die Vorrundengruppe vor den Australierinnen. Im Halbfinale siegten sie mit 1:0 gegen die Chinesinnen. Das Finale gewann die argentinische Mannschaft im Siebenmeterschießen. Die Europameisterschaft 2003 in Madrid war die sechste Europameisterschaft für Damen, die Niederländerinnen gewannen den fünften Titel. Nach einem 5:1-Halbfinalsieg über die deutsche Mannschaft bezwangen sie die Spanierinnen im Finale mit 5:0. Bei den Olympischen Spielen 2004 in Athen gewannen die Niederländerinnen ihre Vorrundengruppe, wobei sie die zweitplatzierten Deutschen mit 4:1 besiegten. Im Halbfinale bezwangen die Niederländerinnen die argentinischen Weltmeisterinnen nach Siebenmeterschießen. Im Finale trafen die Niederländerinnen wieder auf die deutsche Mannschaft und unterlagen 1:2. Mit fünf Treffern war Mijntje Donners zusammen mit der Südafrikanerin Jenny Wilson erfolgreichste Torschützin des Turniers.
Mijntje Donners trat in 234 Länderspielen für die Niederlande an und erzielte dabei 97 Tore. Auf Vereinsebene war die Offensivspielerin für den HC ’s-Hertogenbosch aktiv, mit dem sie 1998 und 2001 die niederländische Meisterschaft gewann.